# Stilbum cyanurum cyanurum
Stilbum cyanurum cyanurum é uma subespécie de insetos himenópteros, mais especificamente de vespas pertencente à família Chrysididae.
A autoridade científica da subespécie é Forster, tendo sido descrita no ano de 1771.
Trata-se de uma subespécie presente no território português.